# (73085) 2002 GM17
(73085) 2002 GM17 – planetoida z pasa głównego asteroid okrążająca Słońce w ciągu 4,5 lat w średniej odległości 2,73 j.a. Odkryta 15 kwietnia 2002 roku.